# شاغلز اميل موانيي
شاغلز اميل موانيي (بالفرنسية: Charles Émile Moinier؛ 1855-1919) كان ضابطا فرنسيا نشط في المغرب من 1908 إلى 1918 خلال الغزو الفرنسي للمغرب. أشرف على تنازل السلطان عبد الحفيظ عن سيادة المغرب وذلك بإمضاء معاهدة فاس التي فرضت ما يسمى الحماية الفرنسية على المغرب كما أنه أمر بإطلاق النيران المدفعية على مساكن المدينة خلال أحداث أيام فاس الدامية. كان قائد مستعمرة فاس وقام بتوحيد شرق ووسط المغرب تحت السيطرة الفرنسية بمقتضى «سياسة التوحيد» (politique de jonction) بتعاون قائد مستعمرة تازة الرئيسي بومغارتن (Baumgarten). كان كذلك الحاكم العسكري لمدينة باريس نهاية الحرب العالمية الأولى.

## غزو المغرب
صار المغرب المدهور ابتداء من 1856 هدفا تطمع في الاستيلاء عليه قوى مختلفة: فرنسا وألمانيا وإنجلترا وإسبانيا، وتلت بعد ذلك الأزمات والمؤتمرات والاتفاقات. أدى كل من المشاجرات الداخلية حول الخلافة في أسر المخزن، وحالات العصيان الناتجة عن الاستياء في كافة أنحاء الدولة، والوضع المضطرب بصفة عامة إلى تفضيل المخزن للتداخل العسكري الفرنسي.
من المقرر في مؤتمر الجزيرة الخضراء الذي حضرته 12 دولة أوروبية والولايات المتحدة عام 1906 أن يدوِّل اقتصاد المغرب وأن يعطى امتيازات خاصة لإسبانية وفرنسا.
أعطت فرنسا إلى السلطان المغربي عبد الحفيظ مبلغا ضخما يساوي كفالة كاملة لشؤونه المالية.
وصل العقيد موانياي إلى المغرب يوم 15 مارس 1908 رئيسا للكتيبة الرابعة للفوج الرابع من الكتائب التونسية.
خاض أحمد الهيبة وهو ابن الشيخ ماء العينين القلقمي حملة نحو مدينة فاس المغربية في 1910، يترأس مجموعة من الرجال الزرق أي رجال طوارق يرتدون لُثُما، بغرض إنقاذ السلطان عبد الحفيظ المحتاج. ألحق العقيد موانياي الهزيمة بأحمد الهيبة المرهق يوم 23 يونيو.
كان السلطان عبد الحفيظ، الذي أطاح أخاه السلطان عبد العزيز، تحاصره قبائل أمازيغية متمردة في مدينة فاس ربيع 1911، فاستغاث بالفرنسيين، فانطلق العقيد موانياي نحو فاس مع 23,000 رجل. عبروا نهر أبي رقراق يوم 27 أبريل 1911 وصولا لسهول فاس يوم 21 مايو 1911 ليقحموا العاصمة إحلالا للسلام.
استأنف العصيان في مدينة فاس عندما سُرِّب إلى العسكريين المغاربة في خدمة الفرنسيين بأن السلطانَ عبد الحفيظ قد عقد معاهدة فاس وصار زمام المملكة في يد النصارى الأوروبيين، ما اعتبره المغاربة خيانة صارخة، فذلك أثار عصيانا عنيفا ضد الوجود الفرنسي. هاجم العسكريون المغاربة ضباطهم الأوروبيين ثم غادروا الثكنات يهاجمون الأحياء الأوروبية واليهودية. قمع العقيد شاغلز اميل موانياي هذه الانتفاضة يوم 17 أبريل 1912 بعنف شديد، وفي النهاية بلغ عدد القتلى 66 أوروبي و42 مغربي يهودي و600 مغربي مسلم. 

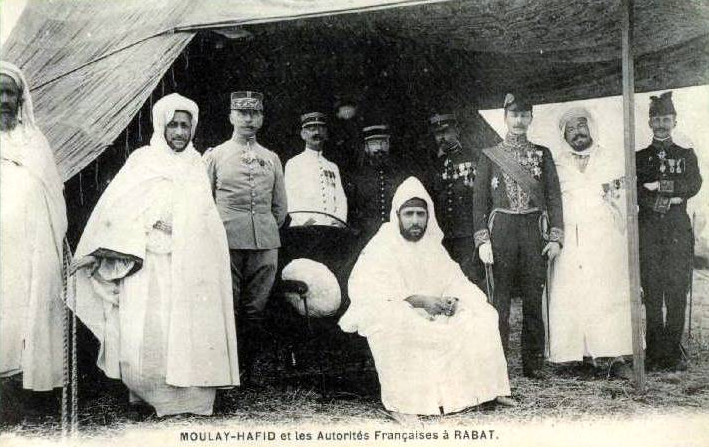
السلطان عبد الحفيظ ومحمد المقري ومحمد بن بوشتى البغدادي وسي قدور بن غبريط والجنرال موانيي (08 أغسطس 1912)
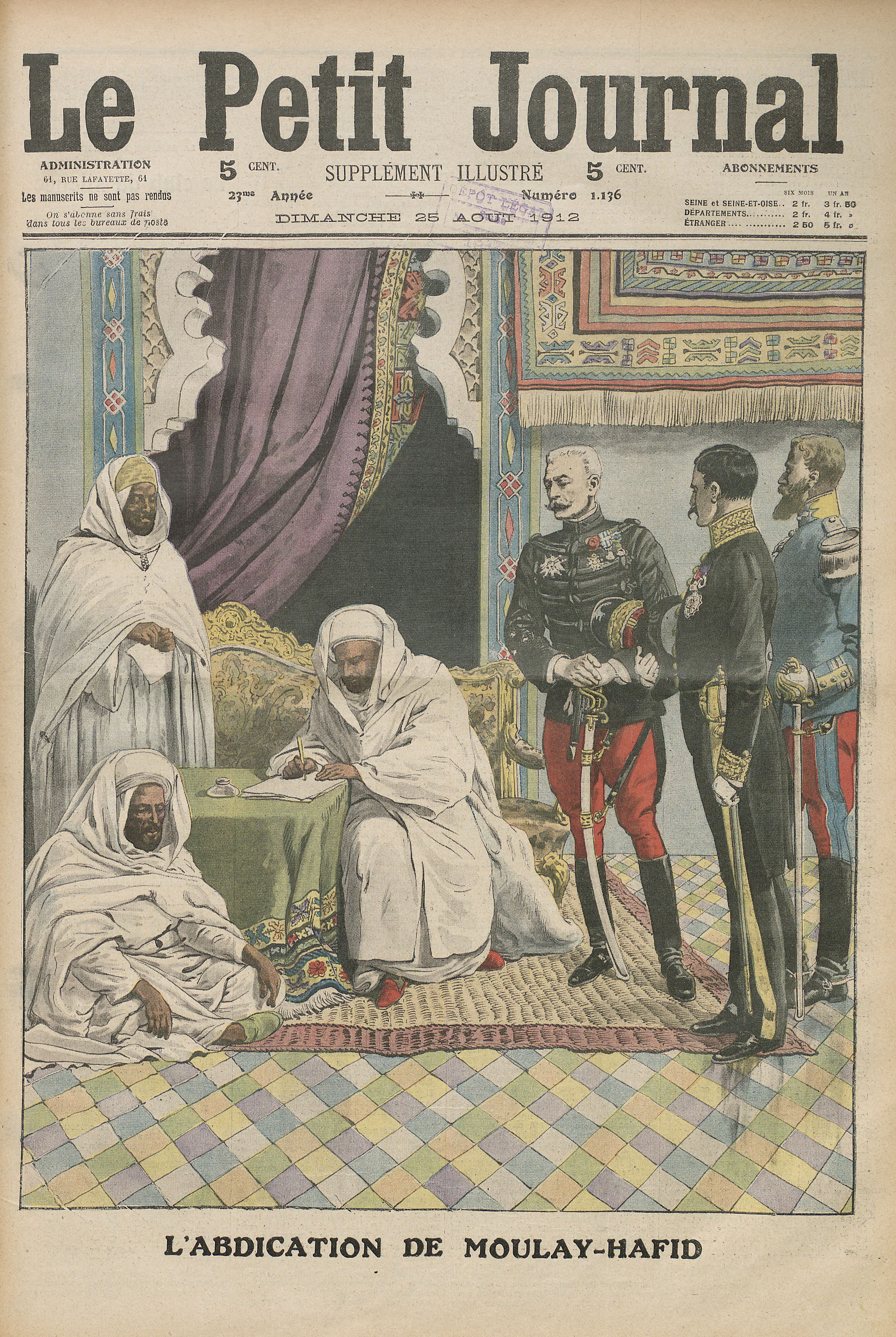
رسم لمشهد إمضاء معاهدة فاس والجنرال موانيي يشرف على تنازل سلطان المغرب عبد الحفيظ العلوي في صحيفة لو بوتي جورنال (25 أغسطس 1912)

## أوسمة
- Chevalier de la Légion d'honneur (11 يوليو 1891)
- Officier de la Légion d'Honneur (17 أكتوبر 1909)
- Commandeur de la Légion d'honneur (12 يناير 1912)
- grand-officier de la Légion d'Honneur (12 يوليو 1916)

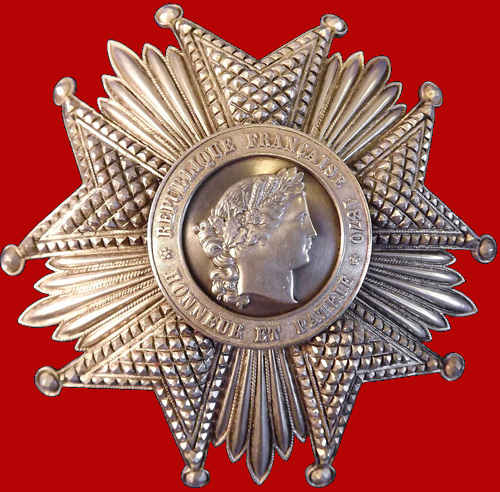
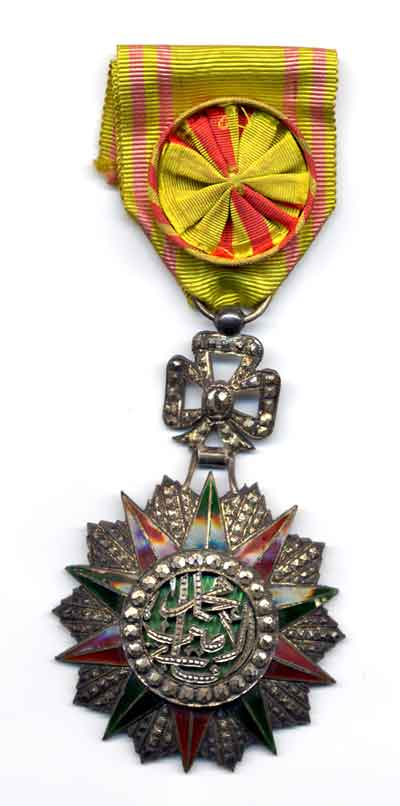
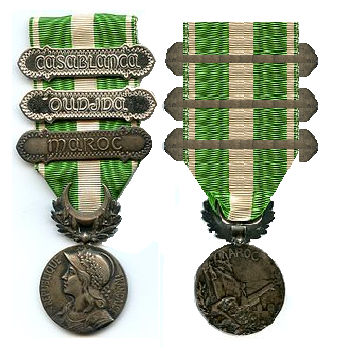
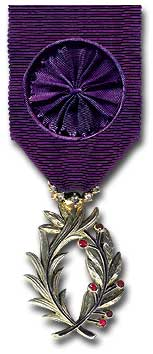
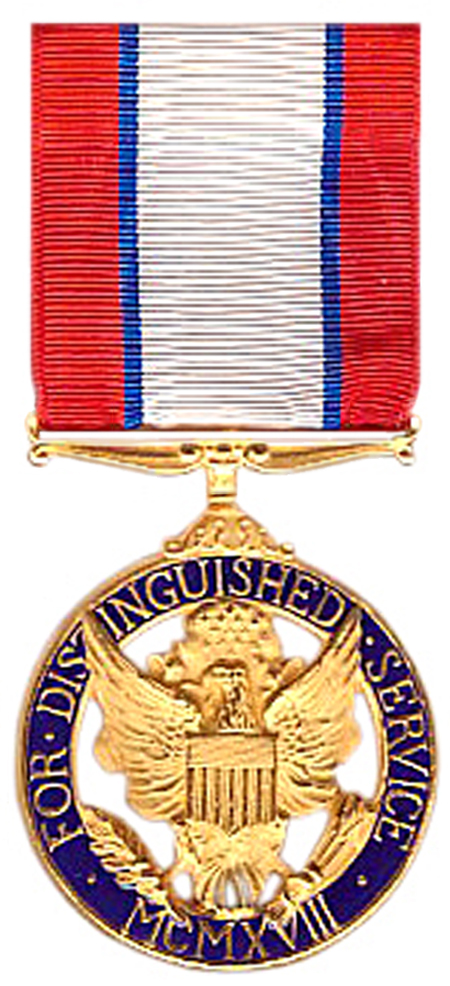

- نيشان الافتخار (قالب:4e R.T.T)
- Médaille commémorative du Maroc
- وسام السعفات الأكاديمية
- Army Distinguished Service Medal[2]